# Göran Persson

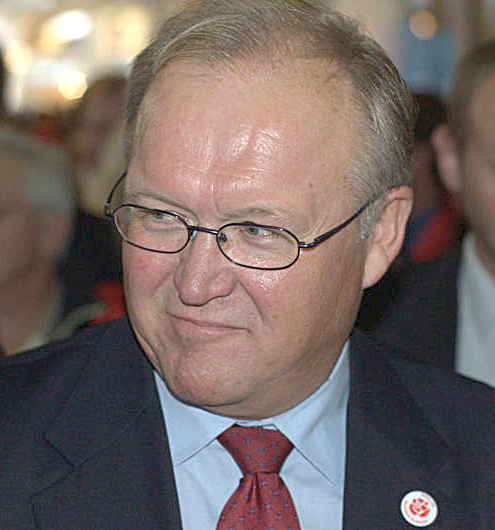
Göran Persson

Hans Göran Persson  ascultă (ajutor·info) (n. 20 ianuarie 1949, Vingåker, Södermanlands län, Suedia) este un politician suedez. Între martie 1996 și septembrie 2006 a fost prim-ministru al Suediei. Până în 2007 a fost și șeful Partidului Social Democrat.